# Сант Андреа (Сан Донино)
„Сант Андреа“ (на италиански: Chiesa Sant’Andrea a San Donnino) е християнска католическа църква в Сан Донино, квартал на комуна Кампи Бизенцио, провинция Флоренция, Италия.

## История и забележителности
Църквата е построена първоначално през ХІ век, но настоящата сграда датира от ХV век. Църквата претърпява сериозни щети през август 1944 г., когато кулата е взривена и е унищожена и част от апсидата, и на 4 ноември 1966 г., по време на голямото наводнение във Флоренция. През 1987 г. в сградата избухва и пожар, който е бързо потушен, но налага почистване на почернелите стенописи.
Стенописите покриват една ниша стена в стената, на която са изобразени две сцени – „Кръщението на Христос“ в горната част, и под него – „Мадоната с младенеца и Свети Себастиян и Свети Юлиян“. Датировката на стенописите около 1473 г. не е безспорна.
Изпълнението на „Кръщението на Христос“ не е с особено високо качество, и затова според експерти е работа на Давид Гирландайо, а не на по известния му брат Доменико Гирландайо. Изображението следва общия план на аналогично произведение на Андреа дел Верокио по същата сцена.
„Мадоната с младенеца и Свети Себастиян и Свети Юлиян“ е сред първите творби на Доменико Гирландайо. Мадоната е изобразена седнала върху мраморен трон с ниша във форма на раковина, характерна за флорентинското изкуство, държейки младенеца изправен върху възглавница на коленете си. Отляво на трона е Свети Себастиян преди неговото мъченичество (но със стрелите в ръка) и Свети Юлиян Хоспиталиер, с меч в ръка. Изображението на Мадоната и детето показват ясно влиянието на Андреа Верокио (Мадоната с младенеца от Метрополитън музей). 
Сред останалите забележителности са разпятие на Джовани Франческо от около 1455 г., олтар от Франческо Ботичини, и люнетни стенописи на Рафаелино дел Гарбо.

## Галерия
- „Кръщението на Христос“ на Давид Гирландайо
- Кръщението на Христос на Андреа Верокио
- „Мадоната с младенеца и светци“ на Доменико Гирландайо (детайл)
- „Мадоната с младенеца“ на Андреа Верокио